# Еве Франк
Еве Франк или Ева Франк (1754. – 1816. или 1817.) рођена Рахел Франк у Никопољу, Отоманско царство (данашња Бугарска), била је вођа мистичног култа и једина жена која је проглашена Јеврејком месија према историчару Џерију Рабоу. Била је ћерка Јакуба Франка, претендента за јеврејског месије у 18. веку, и наводно Софије Асканије/Катарине Велике.

## Рани живот
Еве Франк је добила име Ева 1760. године након преласка своје породице у католичанство. Већи део свог живота пратила је свог оца током његових путовања, а након смрти њене мајке 1770. године, тада шеснаестогодишња Ева је проглашена инкарнацијом Шекине, женског аспекта Бога, као и реинкарнација Девице Марије и тако је и сама постала предмет верског подкулта у близини католичког маријанског светилишта у Ченстохови, при чему су неки следбеници држали њене мале статуе у својим домовима. Према историчару Џерију Рабоу, она је била једина жена која је проглашена јеврејском месијом.
Њен отац Јакуб је ширио гласине да је Ева, коју су у то време често звали „Ева Романовна“, била ванбрачно дете Катарине II од Русије. Отац и ћерка су више пута путовали у Беч и успели да задобију наклоност двора.

## Верски вођа
Након смрти свог оца 1791. године, Ева је постала „света господарица“ и вођа култа. Ева Франк и њена два млађа брата, Јозеф и Рохус, преузели су одговорност за руковођење судом. Многи људи су наставили да иду у Офенбах на Мајни, у Готес Хаус, како су га верници звали.
Године 1800, Франкисти су послали „црвена писма“ (црвеним мастилом) стотинама јеврејских заједница охрабрујући прелазак на франкизам. Међутим, Франкови рођаци нису имали ни статус нити снагу личности која је потребна да би се култ одржао и како је време одмицало број ходочасника и залиха новца драстично су се смањивали, док је Ева наставила да живи у навиклом луксузу.
Новембра 1813. године, после битке код Лајпцига, цар Александар I, тадашњи цар Русије, јахао је из Франкфурта у Офенбах да посети Еву.

## Смрт и контроверза
Коначно се задужила за три милиона гулдена 1817. године. Наводно је умрла у сиромаштву 1816. године, иако се верује да је побегла у Пољску и наставила да води заједницу након расформирања франкистичког суда и налога за хапшење војводе од Хесена. Без обзира на то, њени следбеници су наставили да постоје све до средине 19. века.